# Bobby Solo
Bobby Solo, pravo ime Roberto Satti, italijanski pevec zabavne glasbe; * 18. marec 1945, Rim, Italija.
Bobby Solo je doživljal vrhunce glasbene kariere v šestdesetih letih. S pesmijo Una lacrima sul viso je dosegel mednarodno slavo.
Leta 1965 je s pesmijo Se piangi, se ridi zmagal na festivalu v San Remu ter na Pesmi Evrovizije dosegel 5. mesto. Na sanremskem festivalu je s pesmijo Zingara skupaj z Ivo Zanicchi zmagal ponovno leta 1969.